# Ізоедричне тіло
Многогранник розмірності 3 та вище називається ізоедричним або гране-транзитивним, якщо всі його грані однакові. Точніше, всі грані мають бути не просто конгруентними, а мають бути транзитивними, тобто повинні прилягати в одній і тій самій орбіті симетрії. Іншими словами, для будь-яких граней A і B має існувати симетрія всього тіла (що складається з поворотів і відображень), яка відображає A в B. З цієї причини опуклі ізоедричні многогранники мають форми правильних гральних кісточок.
Ізоедричні многогранники називають ізоедрами. Їх можна описати конфігурацією їхніх граней. Ізоедричне тіло, що має правильні вершини, є також реберно-транзитивним тілом (ізотоксальним) і кажуть, що воно є квазіправильним двоїстим — деякі теоретики[хто?] вважають ці тіла істинно квазіправильними, оскільки вони зберігають ті самі симетрії.
Ізоедричний многогранник має двоїстий многогранник, який є вершинно-транзитивним (ізогональним). Тіла Каталана, біпіраміди і трапецоедри всі ізоедричні. Вони дуальні ізогональним архімедовим тілам, призмам і антипризмам відповідно. Правильні многогранники, які або самодвоїсті, або двоїсті іншим платоновим тілам (правильним многогранникам), вершинно-, реберно- і гране-транзитивні (ізогональні, ізотоксальні й ізоедричні). Ізоедричний і ізогональний одночасно многогранник називають благородним многогранником.

## Приклади
| Шестикутна біпіраміда V4.4.6 є прикладом неправильного ізоедричного многогранника. | Ізоедрична каїрська п'ятикутна мозаїка, V3.3.4.3.4 | Ромбододекаедричний стільник є прикладом ізоедричного (й ізохорного) стільника, що заповнює простір. |

## k-ізоедричне тіло
Многогранник є k-ізоедричним, якщо він містить k граней у своїй фундаментальній області симетрії.
Аналогічно, k-ізоедрична мозаїка має k окремих орбіт симетрії (і може містити m граней різної форми для деякого m < k).
Моноедричний (має грані одного виду) многогранник або моноедрична мозаїка (m=1) мають конгруентні грані. r-едричний многогранник або мозаїка має r типів граней (їх також називають діедричними, триедричними і так далі для m=2, 3, …).
Кілька прикладів k-ізоедричних многогранників і мозаїк з розфарбуванням граней в k симетричних позиціях:
| 3-ізоедричний                                                  | 4-ізоедричний                                                                    | ізоедричний                                       | 2-ізоедричний                                    |
| (2-едричні) многогранники з правильними гранями                | (2-едричні) многогранники з правильними гранями                                  | Моноедричні многогранники                         | Моноедричні многогранники                        |
| -------------------------------------------------------------- | -------------------------------------------------------------------------------- | ------------------------------------------------- | ------------------------------------------------ |
|                                                                |                                                                                  |                                                   |                                                  |
| Ромбокубооктаедр має один тип трикутників і два типи квадратів | Подовжений квадратний гіробікупол має один тип трикутників і три типи квадратів. | Дельтоїдальний ікосітетраедр має один тип граней. | Псевдодельтаедричний ікосаедр має 3 типи граней. |

| 2-ізоедрична                                | 4-ізоедрична                                                                 | ізоедрична                                          | 3-ізоедрична                                                              |
| (2-едричні) мозаїки з правильними гранями   | (2-едричні) мозаїки з правильними гранями                                    | Моноедричні мозаїки                                 | Моноедричні мозаїки                                                       |
| ------------------------------------------- | ---------------------------------------------------------------------------- | --------------------------------------------------- | ------------------------------------------------------------------------- |
|                                             |                                                                              |                                                     |                                                                           |
| Піфагорова мозаїка має квадрати 2 розмірів. | 3-однорідна мозаїка має 3 типи однакових трикутників і квадрати одного виду. | Візерунок «Ялинка» має правильні грані одного типу. | П'ятикутна мозаїка має 3 типи ідентичних неправильних п'ятикутних граней. |

## Пов'язані поняття
Комірко-транзитивне або ізохорне тіло є n-вимірним многогранником (n>3) або стільником, які мають конгруентні і транзитивні, тобто такі, що переходять одна в іншу за допомогою симетрії,комірки.
Гране-транзитивне або ізотопне тіло (ізотоп) є n-вимірною фігурою або стільником з конгруентними і транзитивними фасетами ((n-1)-гранями). Двоїстий многогранник ізотопа є ізогональним многогранником. За визначенням, ця ізотопна властивість є спільною для двоїстих тіл однорідних многогранників.
- Ізотопна 2-вимірна фігура є ізотоксальною (реберно-транзитивною).
- Ізотопне 3-вимірне тіло є ізоедричним (гране-транзитивним).
- Ізотопне 4-вимірне тіло є ізохорним (комірко-транзитивним).